# Saturday Island
Saturday Island (també coneguda com a  Island of Desire) és una pel·lícula britànica dirigida per Stuart Heisler estrenada el 1952. Tingué una acollida crítica més aviat negativa.

## Argument
Basat en un guió cinematogràfic adaptat d'una història de Hugh Brooke que va sortir al The Saturday Evening Post: la tinent Elizabeth Smythe, una infermera de l'hospital Militar de la marina, i el caporal Marí Michael J. «Chicken» Dolan, són els únics supervivents quan un vaixell hospital topa amb una mina al sud del Pacific durant la Segona Guerra Mundial. El dos passen mesos sols en una illa deserta i, malgrat la diferència d'edat, s'enamoren… i per unes altres raons òbvies. La seva existència pacífica canvia quan un avió s'estavella a l'illa i l'únic supervivent, William Peck, també s'enamora d'Elizabeth.

## Repartiment
- Linda Darnell: Tinent Elizabeth Smythe
- Tab Hunter: Michael J. «Chicken» Dugan
- Donald Gray: William Peck
- John Laurie: Grimshaw
- Sheila Chong: Tukua
- Russell Waters: Dr. Snyder
- Hilda Fenemore: Ollie
- Brenda Hogan: Jane
- Diana Decker: Mike
- Peggy Hassard: Maggie